# Hasenmatt
Hasenmatt je hora ve Švýcarsku. Nachází se v pohoří Jura a patří k obci Selzach. Je vysoká 1445 metrů nad mořem a je nejvyšší horou kantonu Solothurn. Patří do povodí řeky Birs. Má prominenci 618 m, mateřským vrcholem je 29 km vzdálený Crêt de la Neige a Hasenmatt je tak jedenáctou nejizolovanější horou ve Švýcarsku.
Svahy jsou porostlé bukovými a jedlovými lesy, roste zde také památný tis červený. Na vrcholu hory byl vztyčen dřevěný kříž. Hasenmatt je vyhledáván turisty díky dalekým výhledům, nabízí také dobré podmínky pro provozování paraglidingu. Místní atrakcí je také naučná planetární stezka.